# Fallis (Oklahoma)
Pour l’article homonyme, voir Fallis (Alberta).
Fallis est une ville du comté de Lincoln, dans l'État d'Oklahoma, aux États-Unis,. En 2010, elle compte une population de 27 habitants.

## Démographie
Lors du recensement de 2010, la ville comptait une population de 27 habitants, tandis qu'en 2019, elle est estimée à 27 habitants.